# Río Cravo Norte
Le río Cravo Norte est une rivière de Colombie et un affluent du río Casanare, donc un sous-affluent de l'Orénoque par le Río Meta.

## Géographie
Le río Cravo Norte prend sa source dans le parc national de la Sierra Nevada del Cocuy, à l'extrême ouest du département d'Arauca. Il coule ensuite vers l'est avant de rejoindre le río Casanare, au niveau de la ville de Cravo Norte.